# Retrato de un fraile
Retrato de un fraile  es una obra de un seguidor de El Greco, datada entre 1600 y 1650. Se exhibe en una de las salas del Museo Nacional del Prado en Madrid, España.

## Análisis
Este monje anónimo, probablemente trinitario o franciscano, está pintado con una enorme naturalidad, que casi presagia la obra de Velázquez o Goya. Este pequeño cuadro recoge casi exclusivamente la cabeza y el busto del religioso, lo que resalta su expresión a través de sus vivaces ojos. Las pinceladas son vigorosas y el fondo oscuro, iluminado únicamente por un foco de luz que realza los tonos de blanco y el rostro.